# Schweizer Verband der Filmproduzenten
Der Schweizer Verband der Filmproduzenten (SFP) vertritt die Interessen von über 40 unabhängigen Filmproduzenten der Schweiz.
Zweck:
- Bedingungen der audiovisuellen Produktion in der Schweiz verbessern
- internationale Zusammenarbeit zwischen Produktionsfirmen unterstützen
- Stärkung der internationalen Wettbewerbsfähigkeit der Branche.[1]

Präsident ist der Luzerner Filmproduzent Lukas Hobi, Geschäftsführer der Berner Anwalt Thomas Tribolet.